# かは号

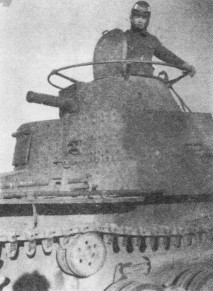
かは車

かは号は、大日本帝国陸軍によって開発された工兵用の高圧発電装置。かは号の「か」は「高圧電気（かふあつでんき、歴史的仮名遣い）」、「は」は「破壊」の略である。
高圧電気を用いて、兵員を殺傷し、器物を破壊する、「か号研究」の一環として開発された装備である、ただかは号の目的は兵員殺傷するのではなく器物を破壊するものではないか？とされている(かこ号が兵員殺傷目的ではないか？)
。

## 概要
かは号の破壊効果については、通信網を破壊し焼き切ることを主な目標とした。他に敵陣地の地下施設の照明の破壊などが考えられた。
かは号装置は戦場での運動性を考慮しつつ、10000ボルトを連続発揮できるよう設計されている。当初この装置は六輪自動貨車に搭載されたが、後には、主砲や機銃を降ろして（代わりにダミーの主砲を砲塔に取り付けた）内部容積を確保した、九七式中戦車に搭載された。かは車は、4両が独立工兵第二十七連隊に配備された。装備を取り扱う工兵は九八式防電具を装備した。九八式防電具は重量12kg程度、頭から手足まで全体を強靱なゴム布で覆う作業衣であり、10000ボルトまでの電流に耐えた。この防電具は有刺鉄線に電気を流した障害物などの、いわゆる電化障害物を除去するためのものだった。こうした装備を着込んでいても感電のストレスは大きく、心労から神経衰弱になる隊員が出た。
かは号は、昭和10年8月15日に出された陸密第619号により特秘兵器に指定された。この後、昭和14年10月14日の陸密第1780号では、機密兵器の規定に従って取り扱うことが定められた。この文書中では九八式臼砲、い号機材などと並び、「試製作業車（科かは號）」として記載されている。生産に関する記録として、昭和12年10月28日の書類では、陸軍科学研究所に対し、かは号機材を2組製造するよう指示が出されている。
終戦時、独立工兵第二十七連隊では、かは車や発電車、総数96両を穴の中に入れ、爆薬16tを用いて爆破処分した。

## かこ号
なお、兵員殺傷用としては、「野戦に於て高圧電気の殺傷威力を攻撃的に利用する装置」として、かこ号が開発された。かこ号の「か」は「高圧電気（かふあつ）」、「こ」は「攻撃」の略である。 高圧電気で兵員を殺傷するにあたって、乾燥・凍結状態の土や防寒服を着込んだ兵士に対しては10000ボルト以上、通常の土壌、衣服を着た兵士に対しては5000～10000ボルト、湿った土壌、汗ばんだ状態の兵士などには2000～3000ボルトが必要であると考えられた。かこ号は、かは号と混同されて記述されていることがあるので、注意を要する。